# Ron Carey
Ron Carey, pseudonimo di Ronald Joseph Cicenia (Newark, 11 dicembre 1935 – Los Angeles, 16 gennaio 2007), è stato un attore statunitense.

## Biografia
Figlio di Fanny e John Cicenia, crebbe in una famiglia cattolica italoamericana. Dopo aver conseguito la laurea in Comunicazione nel 1956 presso la Seton Hall University, si appassionò al mondo dello spettacolo. Negli anni '60 recitò nei cabaret, incentrando la sua comicità principalmente sul cattolicesimo e sulle esperienze nell'infanzia. Nel 1966 apparve al The Merv Griffin Show e nel 1967 pubblicò un album comico intitolato The Slightly Irriverent Comedy of Ron Carey.
Nel 1970 raggiunge la notorietà grazie a Mel Brooks, che lo ingaggiò per molti dei suoi film. Carey lavorò in molti film, specie negli anni settanta e ottanta, sempre accanto a Mel Brooks. È ricordato soprattutto per il ruolo dell'ufficiale Carl Levitt, diligente ma un po' ossequioso e passivo-aggressivo, che interpretò dal 1976 al 1982 nella serie televisiva Barney Miller. Morì per un ictus, il 16 gennaio 2007. Lasciò la moglie Sharon, e suo fratello, James Cicenia.

## Filmografia

### Cinema
- Un provinciale a New York (The Out-of-Towners), regia di Arthur Hiller (1970)
- Dynamite Chicken, regia di Ernest Pintoff (1971)
- L'ultima follia di Mel Brooks (Silent Movie), regia di Mel Brooks (1976)
- Alta tensione (High Anxiety), regia di Mel Brooks (1977)
- Pastasciutta... amore mio! (Fatso), regia di Anne Bancroft (1980)
- La pazza storia del mondo (History of the World, Part I), regia di Mel Brooks (1981)
- Lucky Luke, regia di Terence Hill (1991)
- Botte di Natale, regia di Terence Hill (1994)
- Killer per caso, regia di Ezio Greggio (1997)

### Televisione
- Barney Miller - serie TV, 121 episodi (1976-1982)